# Сламниг, Иван
Иван Сламниг (хорв. Ivan Slamnig 24 июня 1930, Меткович — 3 июля 2001) — хорватский поэт, прозаик, литературовед и переводчик.
Сламниг родился в 1930 году в Метковиче. Окончил факультет гуманитарных и социальных наук Загребского университета в 1955 году, где впоследствии преподавал на отделении литературной компаративистики.
Иван Сламниг считается одним из самых выдающихся поэтов в хорватской литературе XX века. Его лаконичные, насыщенные юмором модернистские стихи трудно классифицировать, но они заслужили популярность и у критиков, и у широкого круга читателей. Его стихотворение «Барбара» (Barbara), положенное на музыку Звонком Шпишичем (Zvonko Špišić), стало песней-хитом в 1975 году.
Был составителем антологии хорватской поэзии, переводил с английского и русского языков, был автором книг критико-эссеичной прозы (Disciplina mašte, Hrvatska versifikacija, Svjetska književnost zapadnoga kruga).
Сламниг был действительным членом Хорватской академии наук и искусств с 1992 года.